# Мироненко Василь Федорович
Мироненко Василь Федорович (27 грудня 1910 (9 січня 1911), Оріхівка, Лубенський повіт, Полтавська губернія, Російська імперія — 10 квітня 1964, Харків, УРСР) — український радянський графік, професор з 1961 року, народний художник УРСР з 1963 року.

## Біографія
Народився у с. Оріхівці, тепер Лубенського району Полтавської області України.
По закінченні школи вступив до Харківського художнього інституту (1931). Навчався у художника-графіка В. Касіяна. Закінчив інститут 1936 року.
По закінченню інституту викладав у ньому, потім став завідувачем кафедри графіки.
1961 року обраний професором.
Після реорганізації (1963) Харківського художнього інституту у Харківський Художньо-Промисловий Інститут працював у ньому.
Брав участь у республіканських, всесоюзних і зарубіжних виставках з 1932.

Його персональні виставки відбулися у Харкові (1940,1944,1954,1975), Москві (1946), Сумах (1953), Києві (1958).
Творче життя Василя Мироненка було пов'язане з Харковом і Харківським художнім інститутом. Він був одним з найкращих офортистів УРСР. Завдяки його творчості та педагогічній діяльності довгий час Харків у світі образотворчого мистецтва представляла саме графіка.
Головною темою творчості художника були усі різновиди пейзажу: сільський, міський, індустріальний. Найкращі роботи майстра присвячені природі України, часу індустріалізації, повоєнного відродження України. 

Ним створені серії офортів «Українські пейзажі» (1936—1941), «Донбас» (1947—1950), «Нова Каховка» (1952—1953), «Приазов'я» (1954—1956), «Індустріально-колгоспна України» (1958—1960), «Мальовнича Україна» (1960). Як майстер міського пейзажу, окрім пейзажів скверів і площ Харкова, художник створив офорти, присвячені містам Болгарії та Польщі, гравюри італійських міст.
Роботи В. Мироненка зберігаються у Національному художньому музеї України, Харківському художньому музеї, в інших музеях України та приватних колекціях.